# 8582 Kazuhisa
8582 Kazuhisa eller 1997 AY är en asteroid i huvudbältet som upptäcktes den 2 januari 1997 av den japanska astronomen Takao Kobayashi vid Ōizumi-observatoriet. Den är uppkallad efter japanen Kazuhisa Mishima.
Asteroiden har en diameter på ungefär 15 kilometer.